# Cieszyno (Węgorzyno)
Cieszyno (deutsch Teschendorf) ist ein Dorf in der Woiwodschaft Westpommern in Polen. Es gehört zur Gmina Węgorzyno (Stadt- und Landgemeinde Wangerin) im Powiat Łobeski (Labeser Kreis).

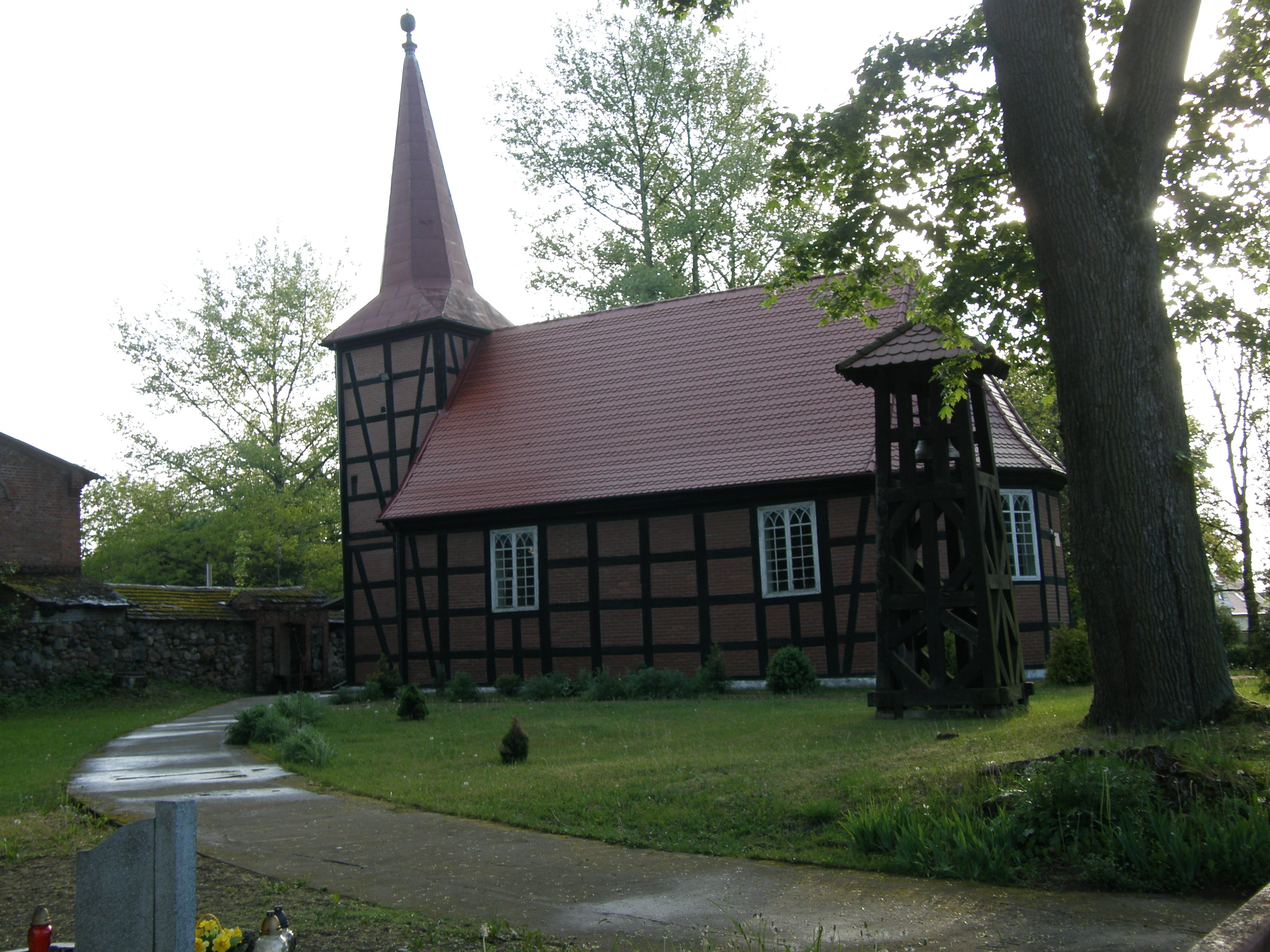
Dorfkirche (Aufnahme von 2011)

## Geographische Lage
Das Dorf liegt in Hinterpommern, knapp 60 km östlich von Stettin und etwa 17 km südwestlich der Kreisstadt Łobez (Labes), nahe dem südöstlichen Ende des 9,5 Kilometer langen Wothschwiensees.
Die nächsten Nachbarorte sind im Norden Trzebawie (Altenfließ) und Chwarstno (Horst), im Osten Winniki (Winningen) und im Südosten Dłusko (Blankenhagen).

## Geschichte
Teschendorf war mit Sicherheit eines der schönsten Güter Hinterpommerns. Über Jahrhunderte war es Lehn-Rittergut der Familie von Wedel, 1655 wird erstmals Christoph von Wedel im Zusammenhang mit Teschendorf genannt.
Im Jahre 1784 wird Teschendorf wie folgt beschrieben: Adliger Wohnsitz, ein Vorwerk, eine Wassermühle, eine Schäferei, ein Prediger, ein Küster, zehn Vollbauern, sechs Halbbauern, zwei Cosäthen, eine Schmiede, ein Krug, 39 Feuerstellen und eine Kirche.
Aufgrund einer Erbauseinandersetzung ist ab 1854 Freiherr Gisbert von Bodelschwingh-Plettenberg als Besitzer nachgewiesen. Er war der zweite Sohn von Gisbert von Bodelschwingh-Plettenberg, einem königlich-preußischen Kammerherrn, Landkomtur des Deutschen Ordens und Mitglied des Preußischen Herrenhauses. Er heiratete 1854 Adelheid von Veltheim aus dem Hause Veltheimsburg und zog mit ihr nach Teschendorf. Sie starb mit ihren drei Kindern August, Gisbert und Minette im Januar/Februar 1860 an Diphtherie, ihr Mann folgte ihnen 1866 nach. Alle wurden in Teschendorf begraben. Anschließend übernahm Carl Gisbert Wilhelm von Bodelschwingh-Plettenberg die Verwaltung für den 1856 geborenen Sohn Max seiner 1858 verstorbenen Schwester Caroline, verheiratete von Friesen.
Um 1870 umfasste das Lehn-Rittergut Teschendorf, also der Gutsbezirk, 3197 Morgen Land, davon 1730 Morgen Ackerland, und 259 Einwohner. Es wurden 28 Pferde, 111 Rinder und 1785 Schafe gehalten. Daneben bestand das Pfarrkirchdorf Teschendorf, also die bäuerliche Landgemeinde, mit 1349 Morgen Land, davon 1001 Morgen Ackerland, und 137 Einwohnern. Hier wurden 24 Pferde, 57 Rinder und 297 Schafe gehalten.
Max von Friesen übernahm, als er 1877 volljährig wurde, die Verwaltung des Gutes von seinem Onkel. Er heiratete 1879 Isabella von der Recke starb aber nur ein halbes Jahr danach im Dezember 1879, so dass er die Geburt seiner Tochter Maximiliane von Friesen auf Teschendorf 1880 nicht mehr miterleben konnte. Maximiliane von Friesen heiratete 1902 in Münster Georg von Altenbockum, mit dem sie die Tochter Ehrengard (* 1904) hatte, die 1929 Fritz Freisleben (1898–1944) heiratete. Auf Teschendorf ist Maximiliane noch 1913 nachweisbar, lebte allerdings überwiegend in Westfalen.
Mit dem Verlassen der von Friesens wurde Teschendorf zunächst – wohl ca. 1888 – an Georg August Hermann Richard Stein (15.04.1850 – 02.04.1918) verpachtet, der es 1917 erwerben konnte.

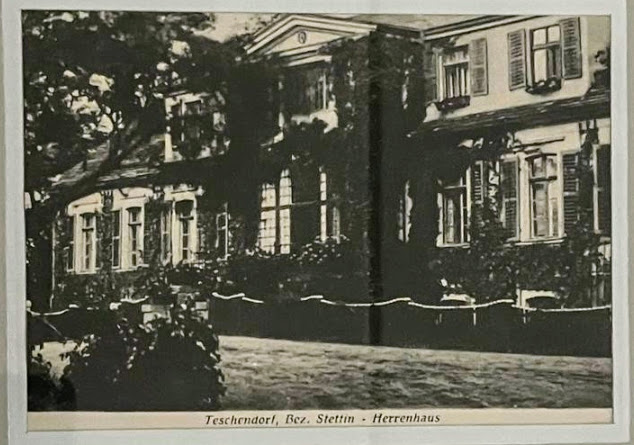
Foto einer Postkarte

Georg Stein ist ein Nachfahre von Christian Ludewig Stein, ca. 1720, aus Schwerin. Der zunächst Sekretarius, dann Hofjäger am Schweriner Schloss war und später geadelt wurde. Mit seinen Eltern lebte er auf dem Gut Bulgrin im Kreis Neustettin.

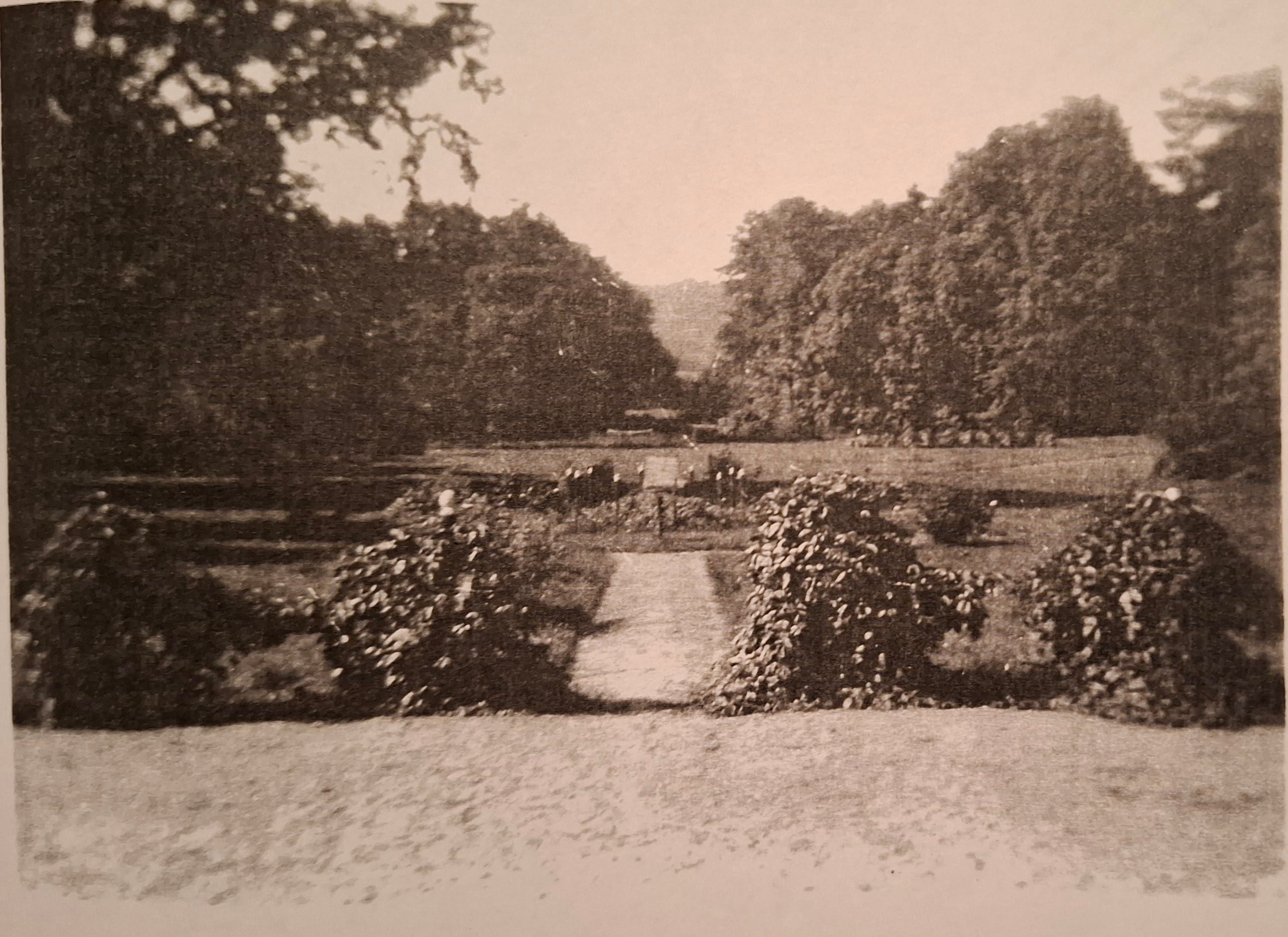
Blick vom Gutshaus in den Park

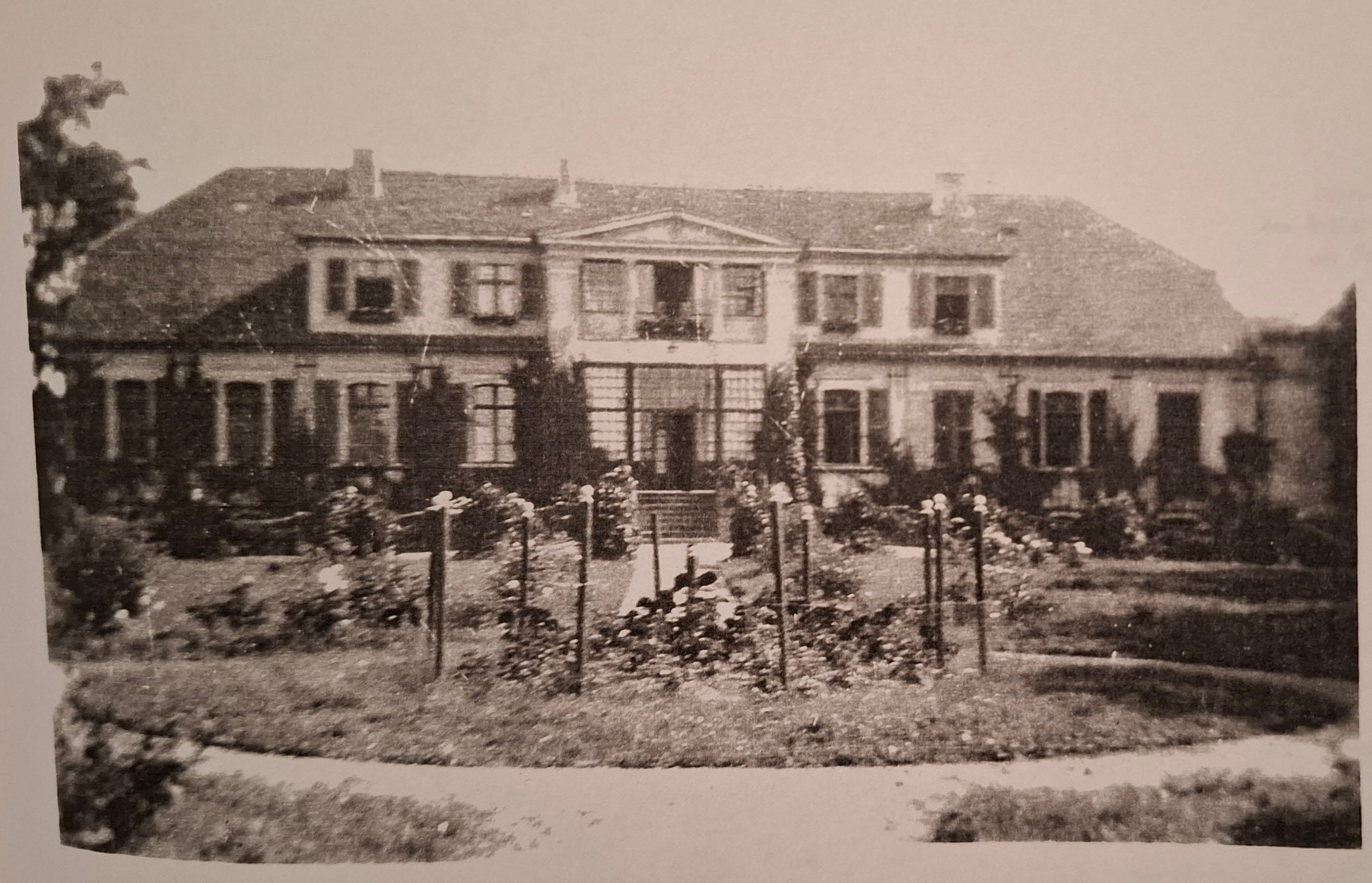
Blick aus dem Park auf das Gutshaus

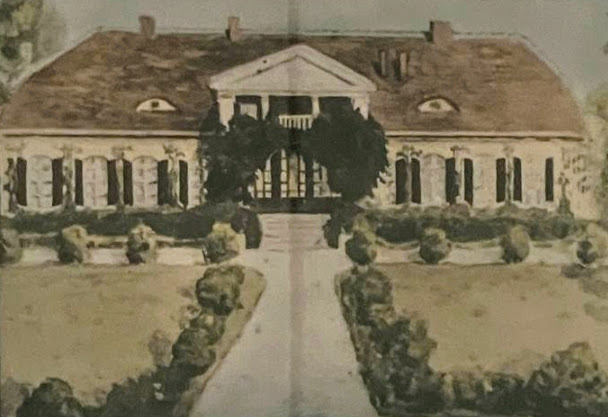
Foto eines Gemäldes

Er galt als imposante und beeindruckende Persönlichkeit. Neben seiner unbändigen Leidenschaft zu Teschendorf, der Landwirtschaft sowie der Jagd, fiel er vor allem durch seine moderne Einstellung zu sozialer Verantwortung und seine Aufgeschlossenheit fürs neue auf.
Schon früh erkannte er die Vorteile der künstlichen Düngung, war der 1. Grundbesitzer weit und breit, der um 1905 bereits im Besitz eines Telefons war.
1907 führte er für alle Gutsleute also Arbeiter und Angestellte den freien Hausarzt ein, damals – mangels entsprechender Krankenversicherung – eine unermessliche Hilfe, denn für die „einfachen Leute“ war ein Arztbesuch absolut utopisch.
Das „Betriebsklima“ auf Teschendorf war überaus gut, Wechsel waren ungewöhnlich, viele Familien lebten bereits in der 3. Generation dort.
Seine Fürsorge für die Menschen seines Gutes erstrecke sich auch auf deren Wohnverhältnisse und so inspizierte Georg Stein im Frühjahr sämtliche zum Gut gehörenden Wohn- und Wirtschaftsgebäude, um Mängel und Schäden festzustellen, die er dann durch eigene Handwerker beheben ließ. Gute Seele und Anlaufstelle für die Familien des Dorfes war aber auch seine Ehefrau Hedwig Henriette Pauline Therese Stein (11.05.1868 – 13.02.1931), für die es selbstverständlich war, sich um die Familien ihres Gutshofes fürsorglich zu kümmern.
Aus der Ehe gingen 4 Kinder hervor: Georg August Oskar (29.09.1890 – 10.03.1937), Kurt (27.11.1892 – 07.10.1945), Teil des Olympiakaders im modernen Fünfkampf, später über die deutschen Grenzen hinaus bekannt durch zahlreiche Schmalfilme über heimisches Wild, Günther Gustaf Hugo Alfred (05.06.1894 – 05.01.1951), später Gutsbesitzer von Groß Schönfeld im Kreis Greifenhagen und Hedwig Henriette Marie Olga (06.01.1901 – 09.08.1942), die später Viktor Porak de Varna heiratete, der ihr zur Hochzeit das Gut Bonin, bei Labes, schenkte.
Bereits 1912 sorgte er für elektrischen Strom im Dorf.
Sehr früh begann er auch mit Saatgutveredlung zu arbeiten und legte gleichzeitig den Grundstock für eine Pferdezucht und eine Stammschäferei.
Durch sein Engagement erhielt Teschendorf bereits damals eine eigene Bahnstation für den Personenverkehr.
Als Georg Stein am 2. April 1918 verstarb, wurde Teschendorf – wie es damals üblich war –  durch seinen erstgeborenen Sohn Georg August Oskar Stein übernommen. Obwohl dieser –  nach seinem Jurastudium in Lausanne und Jena sowie seiner Assessorzeit in Stettin, eigentlich seine juristische Laufbahn hatte fortsetzen wollen.
Georg Stein jun. widmete sich der neuen Aufgabe mit eben so viel Leidenschaft und Elan wie seinem ursprünglichen Lebensweg und nahm mit seinem Bruder Kurt unmittelbar sein Studium an der landwirtschaftlichen Hochschule in Berlin auf, während dieser Zeit bewirtschaftete der gemeinsame Bruder Günther Teschendorf.
Nach seiner Rückkehr arbeitete er sich schnell in seine Aufgaben und Pflichten ein, galt als hoch engagiert und baute u.a die Schäferei zu einer Stammschäferei aus.
Am 1. März 1928 heiratete Georg Stein Hildegard Ida Johanna Helene Stein geb. Schulze in Berlin, aus dieser Ehe gehen drei Kinder hervor: Georg Willi Günther Theodor Paul (24.01.1929 – 28.05.1996), Horst-Wilhelm Walter Werner Otto (26.03.1931 – 29.10.2017) und Harald Günter Joachim Viktor (*14.02.1937).
Als Georg Stein 1937 plötzlich verstarb, übernahm seine Frau Hildegard mit der Hilfe des Verwalters Carl Friedrich Wilhelm Runge (03.03.1889 – 22.03.1972) die Bewirtschaftung des Gutes, bis sie am 25.06.1945 mit ihren beiden jüngeren Söhnen (der älteste musste in den Krieg) unter aller denkbaren Brutalität durch die russischen Truppen vertrieben wurde.
Später wurde der Gutsbezirk Teschendorf in die Landgemeinde eingegliedert. Bis 1945 bildete Teschendorf eine Landgemeinde im Kreis Regenwalde der Provinz Pommern. In der Gemeinde wurden im Jahre 1933 401 Einwohner gezählt, im Jahre 1939 389 Einwohner. Zu der Gemeinde gehörten neben dem Dorf Teschendorf die Wohnplätze Forsthaus bei Teschendorf und Schäferei.
1945 bestand Teschendorf aus einer landwirtschaftlichen Nutzfläche von 627,85 ha, einer forstwirtschaftliche Nutzfläche von 224,35 ha, einem Anteil See von 138,79 ha, wies also einen Gesamtbestand von 990,79 ha aus.
Zu dem Betrieb gehörten 31 Personen, die über 14 Jahre alt waren, 74 Personen als sog. Beköstigte und Deputatempfänger, 42 Familien lebten von dem Gutsgelände, u. a. in 40 Werkswohnungen.
Der Viehbestand belief sich auf: 38 Pferde, davon neun Zuchtstuten, 143 Stück Rindvieh, davon 62 Milchkühe, 697 Schafe, 169 Schweine, 100 Ferkel, 63 Hühner, fünf Gänse und zwei Bienenvölker. Teschendorf besaß ein Brennrecht von 100.000 l pro Jahr.
Die Flucht trieb Familie Stein zunächst nach Stolberg (Harz) und Jahre darauf nach Nordrhein-Westfalen.
1945 kam Teschendorf, wie ganz Hinterpommern, an Polen. Der Ort erhielt den polnischen Namen „Cieszyno“.

## Persönlichkeiten
- Martin Gensichen (1842–1927), späterer Direktor der Berliner Missionsgesellschaft, war von 1885 bis 1888 Pfarrer in Teschendorf